# Ozyptila jeholensis
Ozyptila jeholensis är en spindelart som beskrevs av Saito 1936. Ozyptila jeholensis ingår i släktet Ozyptila och familjen krabbspindlar. Inga underarter finns listade i Catalogue of Life.